# عيسى بكاي
عيسى بكاي (14 أوت 1964 حاسي بحبح ، ولاية الجلفة - ) هو مسؤول سامي جزائري. عين كوزير منتدب مكلف بالتجارة الخارجية لدى وزارة التجارة في حكومة جراد الثانية.

## النشاة و التعليم
ولد يوم 14 أوت 1964 في حاسي بحبح ، ولاية الجلفة. نال شهادة البكالوريا عام 1985. وتحصل على من المدرسة الوطنية للإدارة عام 1989. و شهادة الماجستير في قانون الأعمال عام 2002. و دكتوراه عام 2019.

## الوظائف
تقلد عدة مناصب منها :
- 1989 - 1993: متصرف
- 1993 – 1995 : رئيس مكتب – وزارة التجارة
- 1995 – 1997: الخدمة الوطنية – الحراش ( الجزائر العاصمة ) عين الصفراء ( النعامة)
- 1998 – 2006 : مدير ولائي للتجارة ( الأغواط)
- 2006 – 2010 : مدير جهوي للتجارة ( سطيف)
- 2010 – 2012 : مدير جهوي للتجارة ( ورقلة)
- 2012 – 2014 : مدير جهوي للتجارة ( البليدة)
- 2014 – 2016: مدير تنظيم الأسواق و النشاطات التجارية بوزارة التجارة.
- 2016 – 2018 : مدير جهوي للتجارة ( الجزائر)
- 3 مارس 2019 - 1 جانفي 2020: المدير العام لضبط النشاطات و تنظيمها بوزارة التجارة[8]
- 2 جانفي 2020 - :وزير منتدب مكلف بالتجارة الخارجية لدى وزارة التجارة.[9]